# 國銀租賃
國銀金融租賃股份有限公司，簡稱國銀金融租賃股份和國銀租賃（英語：CHINA DEVELOPMENT BANK FINANCIAL LEASING CO., LTD.，港交所：1606），在1984年，當時深圳市政府，於總部深圳市成立前身「深圳租賃有限公司」，2008年，國家開發銀行收購更名「國銀金融租賃公司」，業務在全球經營每個行業租賃。
股份在2016年7月11日於港交所主板上市，全球招股定價為1.9至2.45港元，發售股份為31億H股，而集資額為76億港元，主要基礎投資包括中國長江三峽集團、中國再保險集團、廣東恒健、中船租賃、中國銀行及中交建。
2010年，國銀租賃與中國商飛簽約，購買15架國產C919客機。
2017年10月24日，該公司發行30億美元票據。
2017年11月16日，該公司委任彭忠為總裁。
2019年6月3日，國銀租賃公布，與一間山西省國有企業訂融資租賃資產轉讓協議，斥33.5億元（人民幣．下同）收購對方的租賃物、應收租賃款債權及擔保權益，租賃利息約12.82億元，即總租金約46.32億元。該集團指租賃物為山西省某兩條高速公路，帳面淨值33.5億元，評估值為39.49億元。有關融資租賃為期15年。

## 連結
- cdb-leasing.com （页面存档备份，存于）